# Kabinett Erdoğan V
Das Kabinett Erdoğan V ist die 67. Regierung der Türkei und wurde nach den Parlamentswahlen am 14. Mai 2023 sowie den Präsidentschaftswahlen am 14. und 28. Mai 2023 am 3. Juni 2023 gebildet. Fahrettin Koca und Mehmet Ersoy sind die einzigen Minister, die auch im vorherigen Kabinett tätig waren.
Es wird von Recep Tayyip Erdoğan geführt, der am 28. Mai 2023 erneut zum Staatspräsidenten gewählt wurde.

## Regierung
| Amt                                                                                    | Bild | Amtsinhaber            | Amtszeit                      | Partei    | Partei    |
| -------------------------------------------------------------------------------------- | ---- | ---------------------- | ----------------------------- | --------- | --------- |
| Staatspräsident Cumhurbaşkanı                                                          |      | Recep Tayyip Erdoğan   | seit 3. Juni 2023             |           | AK-Partei |
| Vizepräsident Cumhurbaşkanı Yardımcısı                                                 |      | Cevdet Yılmaz          | seit 3. Juni 2023             |           | AK-Partei |
| Minister für Auswärtige Angelegenheiten Dışişleri Bakanı                               |      | Hakan Fidan            | seit 3. Juni 2023             |           | AK-Partei |
| Innenminister İçişleri Bakanı                                                          |      | Ali Yerlikaya          | seit 3. Juni 2023             |           | AK-Partei |
| Finanzminister Hazine ve Maliye Bakanı                                                 |      | Mehmet Şimşek          | seit 3. Juni 2023             |           | AK-Partei |
| Justizminister Adalet Bakanı                                                           |      | Yılmaz Tunç            | seit 3. Juni 2023             |           | AK-Partei |
| Minister für Energie und Naturschätze Enerji Ve Tabii Kaynaklar Bakanı                 |      | Alparslan Bayraktar    | seit 3. Juni 2023             |           | parteilos |
| Minister für Landwirtschaft und Tierhaltung Tarım ve Orman Bakanı                      |      | İbrahim Yumaklı        | seit 3. Juni 2023             |           | AK-Partei |
| Minister für Kultur und Tourismus Kültür ve Turizm Bakanı                              |      | Mehmet Nuri Ersoy      | seit 3. Juni 2023             |           | parteilos |
| Gesundheitsminister Sağlık Bakanı                                                      |      | Fahrettin Koca         | 3. Juni 2023 bis 2. Juli 2024 |           | parteilos |
| Gesundheitsminister Sağlık Bakanı                                                      |      | Kemal Memişoğlu        | seit 2. Juli 2024             | parteilos |           |
| Minister für Nationale Bildung Millî Eğitim Bakanı                                     |      | Yusuf Tekin            | seit 3. Juni 2023             |           | parteilos |
| Minister für Nationale Verteidigung Millî Savunma Bakanı                               |      | Yaşar Güler            | seit 3. Juni 2023             |           | parteilos |
| Minister für Industrie und Technologie Sanayi ve Teknoloji Bakanı                      |      | Mehmet Fatih Kacır     | seit 3. Juni 2023             |           | parteilos |
| Ministerin für Familie und soziale Dienstleistungen Aile ve Sosyal Hizmetler Bakanlığı |      | Mahinur Özdemir Göktaş | seit 3. Juni 2023             |           | parteilos |
| Minister für Arbeit und soziale Sicherheit Çalışma ve Sosyal Güvenlik Bakanlığı        |      | Vedat Işıkhan          | seit 3. Juni 2023             |           | parteilos |
| Minister für Transport und Infrastruktur Ulaştırma ve Altyapı Bakanı                   |      | Abdulkadir Uraloğlu    | seit 3. Juni 2023             |           | parteilos |
| Minister für Jugend und Sport Gençlik ve Spor Bakanı                                   |      | Osman Aşkın Bak        | seit 3. Juni 2023             |           | AK-Partei |
| Handelsminister Ticaret Bakanı                                                         |      | Ömer Bolat             | seit 3. Juni 2023             |           | AK-Partei |
| Minister für Umwelt und Stadtplanung Çevre ve Şehircilik Bakanı                        |      | Mehmet Özhaseki        | 3. Juni 2023 bis 2. Juli 2024 |           | AK-Partei |
| Minister für Umwelt und Stadtplanung Çevre ve Şehircilik Bakanı                        |      | Murat Kurum            | seit 2. Juli 2024             |           | AK-Partei |